# ایران در المپیک تابستانی ۲۰۲۰
ایران (با نام رسمی جمهوری اسلامی ایران) در بازی‌های المپیک تابستانی ۲۰۲۰ در توکیو ژاپن شرکت کرد. ایران در المپیک تابستانی سال ۱۹۰۰ و همچنین از ۱۹۴۸ تاکنون در همه دوره‌ها به استثنای بازی‌های المپیک تابستانی ۱۹۸۰ و ۱۹۸۴ حاضر بوده‌است که در این دوره با ۶۶ ورزشکار، بعد از المپیک ۱۹۷۶ مونترال (۸۶ ورزشکار) بزرگترین کاروان المپیکی ایران راهی توکیو شده‌است. این سهمیه‌ها در ۱۷ رشته به دست آمده بود.
ایران تاکنون در ۱۸ دوره المپیک شرکت کرده که نه دوره قبل از انقلاب بوده و نه دوره بعد از انقلاب و دستاورد عملکرد کاروان ورزشی ایران در قبل از انقلاب ۴ طلا و بعد از انقلاب ۲۰ طلا بوده‌است. گفتنی است ایران با ۳ طلا ، ۲نقره و ۲برنز؛ مجموع ۷ مدال؛ بعد از المپیک ۲۰۱۲ لندن بهترین مدال آوری فارغ از رتبه‌بندی جهانی را در این دوره از بازی ها (توکیو۲۰۲۰) بدست آورده‌است.در این مسابقات ایران موفق شد توسط محمدرضا گرایی،جواد فروغی و سجاد گنج زاده مدال طلا کسب کند

## شرکت‌کنندگان
سهمیه‌های ورزش ایران برای المپیک توکیو که در ۱۷ رشته به دست آمده، به این شرح است:
| ورزش              | مردان | زنان | کل |
| ----------------- | ----- | ---- | -- |
| بدمینتون          | ۰     | ۱    | ۱  |
| بسکتبال           | ۱۲    | ۰    | ۱۲ |
| بوکس              | ۲     | ۰    | ۲  |
| تکواندو           | ۲     | ۱    | ۳  |
| تنیس روی میز      | ۱     | ۰    | ۱  |
| تیراندازی         | ۲     | ۴    | ۶  |
| تیراندازی با کمان | ۱     | ۰    | ۱  |
| دوچرخه‌سواری       | ۱     | ۰    | ۱  |
| دو و میدانی       | ۲     | ۱    | ۳  |
| روئینگ            | ۰     | ۱    | ۱  |
| شمشیربازی         | ۴     | ۰    | ۴  |
| شنا               | ۱     | ۰    | ۱  |
| کاراته            | ۱     | ۲    | ۳  |
| کانو              | ۱     | ۰    | ۱  |
| کشتی              | ۱۱    | ۰    | ۱۱ |
| والیبال           | ۱۲    | ۰    | ۱۲ |
| وزنه‌برداری        | ۲     | ۰    | ۲  |
| کل                | ۵۵    | ۱۰   | ۶۵ |

## مدال‌آوران
| مدال | ورزشکار        | رشته ورزشی | رویداد                   | تاریخ    |
| ---- | -------------- | ---------- | ------------------------ | -------- |
| طلا  | جواد فروغی     | تیراندازی  | تپانچه بادی ۱۰ متر مردان | ۲۴ ژوئیه |
| طلا  | محمدرضا گرایی  | کشتی       | ۶۷ کیلوگرم فرنگی مردان   | ۴ اوت    |
| طلا  | سجاد گنج‌زاده   | کاراته     | ۷۵+ کیلوگرم مردان        | ۷ اوت    |
| نقره | علی داوودی     | وزنه‌برداری | ۱۰۹+ کیلوگرم مردان       | ۴ اوت    |
| نقره | حسن یزدانی     | کشتی       | ۸۶ کیلوگرم آزاد مردان    | ۵ اوت    |
| برنز | محمدهادی ساروی | کشتی       | ۹۷ کیلوگرم فرنگی مردان   | ۳ اوت    |
| برنز | امیرحسین زارع  | کشتی       | ۱۲۵ کیلوگرم آزاد مردان   | ۶ اوت    |

| تعداد مدال‌ها بر پایه ورزش | تعداد مدال‌ها بر پایه ورزش | تعداد مدال‌ها بر پایه ورزش | تعداد مدال‌ها بر پایه ورزش | تعداد مدال‌ها بر پایه ورزش |
| ------------------------- | ------------------------- | ------------------------- | ------------------------- | ------------------------- |
| ورزش                      | 1                         | 2                         | 3                         | مجموع                     |
| کشتی                      | ۱                         | ۱                         | ۲                         | ۴                         |
| تیراندازی                 | ۱                         | ۰                         | ۰                         | ۱                         |
| کاراته                    | ۱                         | ۰                         | ۰                         | ۱                         |
| وزنه‌برداری                | ۰                         | ۱                         | ۰                         | ۱                         |
| مجموع                     | ۳                         | ۲                         | ۲                         | ۷                         |

| تعداد مدال‌ها بر پایه روز | تعداد مدال‌ها بر پایه روز | تعداد مدال‌ها بر پایه روز | تعداد مدال‌ها بر پایه روز | تعداد مدال‌ها بر پایه روز |
| ------------------------ | ------------------------ | ------------------------ | ------------------------ | ------------------------ |
| تاریخ                    | 1                        | 2                        | 3                        | مجموع                    |
| ۲۴ ژوئیه                 | ۱                        | ۰                        | ۰                        | ۱                        |
| ۳ اوت                    | ۰                        | ۰                        | ۱                        | ۱                        |
| ۴ اوت                    | ۱                        | ۱                        | ۰                        | ۲                        |
| ۵ اوت                    | ۰                        | ۱                        | ۰                        | ۱                        |
| ۶ اوت                    | ۰                        | ۰                        | ۱                        | ۱                        |
| ۷ اوت                    | ۱                        | ۰                        | ۰                        | ۱                        |
| مجموع                    | ۳                        | ۲                        | ۲                        | ۷                        |

## بدمینتون
| ورزشکار    | رویداد       | مرحله گروهی                              | مرحله گروهی                      | مرحله گروهی | حذفی       | یک‌چهارم نهایی | نیمه‌نهایی  | نهایی / م. ب | نهایی / م. ب |
| ورزشکار    | رویداد       | حریف نتیجه                               | حریف نتیجه                       | رتبه        | حریف نتیجه | حریف نتیجه    | حریف نتیجه | حریف نتیجه   | رتبه         |
| ---------- | ------------ | ---------------------------------------- | -------------------------------- | ----------- | ---------- | ------------- | ---------- | ------------ | ------------ |
| ثریا آقایی | انفرادی زنان | ف.ن. عبدالرزاق (MDV) · برد (۲۱–۱۴, ۲۱–۷) | هه ب. (CHN) · شکست (۱۱–۲۱, ۳–۲۱) | ۲           | راه نیافت  | راه نیافت     | راه نیافت  | راه نیافت    | راه نیافت    |

## بسکتبال

### سالنی

#### خلاصه
| تیم       | رویداد     | مرحله گروهی     | مرحله گروهی                       | مرحله گروهی         | مرحله گروهی | یک‌چهارم نهایی | نیمه‌نهایی  | نهایی / م. ب | نهایی / م. ب |
| تیم       | رویداد     | حریف نتیجه      | حریف نتیجه                        | حریف نتیجه          | رتبه        | حریف نتیجه    | حریف نتیجه | حریف نتیجه   | رتبه         |
| --------- | ---------- | --------------- | --------------------------------- | ------------------- | ----------- | ------------- | ---------- | ------------ | ------------ |
| تیم مردان | تیمی مردان | چک · شکست ۷۸–۸۴ | ایالات متحده آمریکا · شکست ۶۶–۱۲۰ | فرانسه · شکست ۶۲–۷۹ | ۴           | راه نیافت     | راه نیافت  | راه نیافت    | راه نیافت    |

#### مسابقات مردان

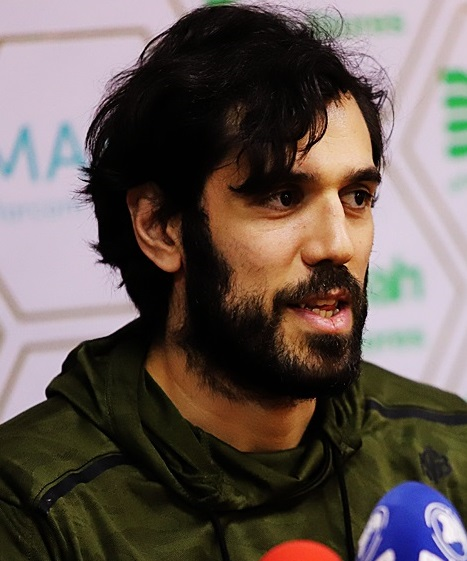
صمد نیکخواه بهرامی پرچمدار ایران در این مسابقات

تیم ملی بسکتبال ایران به عنوان بهترین تیم آسیایی در جام جهانی بسکتبال ۲۰۱۹ که در چین برگزار شد جواز حضور در بازی‌های المپیک تابستانی ۲۰۲۰ را به‌دست‌آورد.
فهرست تیم
- رویداد مردان - یک تیم ۱۲ نفره
- این فهرست در ۳ ژوئیه ۲۰۲۱ اعلام شد.

#### مرحله گروهی
| جایگاه | تیم                 | بازی | برد | باخت | اب  | اا  | ت‌ا  | درصد برد | امتیاز | صلاحیت                    |
| ------ | ------------------- | ---- | --- | ---- | --- | --- | --- | -------- | ------ | ------------------------- |
| ۱      | فرانسه              | ۲    | ۳   | ۰    | ۲۵۹ | ۲۱۵ | ۴۴  | ۱۰۰٫۰    | ۶      | یک‌چهارم نهایی             |
| ۲      | ایالات متحده آمریکا | ۳    | ۲   | ۱    | ۳۱۵ | ۲۳۳ | ۸۲  | ۶۷٫۰     | ۵      | یک‌چهارم نهایی             |
| ۳      | چک                  | ۳    | ۱   | ۲    | ۲۴۵ | ۲۹۴ | ۴۹- | ۳۳٫۰     | ۴      | حذف به دلیل تفاضل گل ضعیف |
| ۴      | ایران               | ۳    | ۰   | ۳    | ۲۰۶ | ۲۸۳ | ۷۷- | ۰٫۰      | ۳      | حذف                       |

## بوکس
ایران با توجه به حضور در مسابقات کسب سهمیه آسیا و اقیانوسیه در سال ۲۰۲۰ و کسب ۲ سهمیه توسط سید شاهین موسوی و دانیال شه بخش، نهایتاً در المپیک ۲۰۲۰ توکیو با این ۲ بوکسور شرکت کرد.
در مبارزه دانیال شه‌بخش و لازارو آلوارز، داور به دلیل مصدومیت شه‌بخش مبارزه را متوقف کرد و آلوارز را برنده اعلام کرد.
| ورزشکار      | رویداد        | یک شانزدهم نهایی             | یک‌هشتم نهایی               | یک‌چهارم نهایی | نیمه نهایی | فینال      | فینال     |
| ورزشکار      | رویداد        | حریف نتیجه                   | حریف نتیجه                 | حریف نتیجه    | حریف نتیجه | حریف نتیجه | رتبه      |
| ------------ | ------------- | ---------------------------- | -------------------------- | ------------- | ---------- | ---------- | --------- |
| دانیال شه‌بخش | پروزن مردان   | م. حموت (MAR) · برد ۵–۰      | ل. آلوارز (CUB) · شکست RSC | راه نیافت     | راه نیافت  | راه نیافت  | راه نیافت |
| شاهین موسوی  | میان‌وزن مردان | ی. موریواکی (JPN) · شکست ۲–۳ | راه نیافت                  | راه نیافت     | راه نیافت  | راه نیافت  | راه نیافت |

## تکواندو
مردان
| ورزشکار       | رویداد     | یک شانزدهم نهایی              | یک چهارم نهایی               | نیمه نهایی | شانس مجدد                 | نهایی / م. ب | نهایی / م. ب |
| ورزشکار       | رویداد     | حریف نتیجه                    | حریف نتیجه                   | حریف نتیجه | حریف نتیجه                | حریف نتیجه   | رتبه         |
| ------------- | ---------- | ----------------------------- | ---------------------------- | ---------- | ------------------------- | ------------ | ------------ |
| آرمین هادی‌پور | ۵۸ کیلوگرم | جفرسون ا.ف. (COL) · برد ۲۲–۱۹ | ل. گوزمن (ARG) · شکست ۶–۲۶   | راه نیافت  | راه نیافت                 | راه نیافت    | راه نیافت    |
| میرهاشم حسینی | ۶۸ کیلوگرم | هوانگ ی-ج (TPE) · برد ۱۸–۱۵   | ا. رشیتوف (UZB) · شکست ۲۲–۳۴ | راه نیافت  | لی د-ه (KOR) · شکست ۲۱–۳۰ | راه نیافت    | راه نیافت    |

زنان

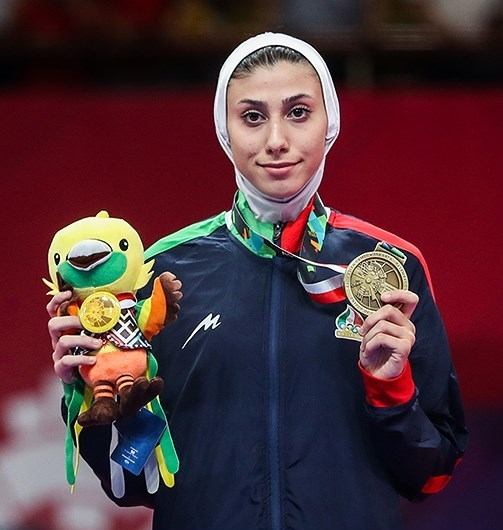
ناهید کیانی

حریف ناهید کیانی در ابتدا کیمیا علیزاده از تیم پناهندگان بود که به علت مثبت شدن تست کرونای فرناندا آگوئیر ورزشکار کشور شیلی، جید جونز از بریتانیا حریف ناهید کیانی می‌شد اما با جایگزینی ورزشکاری از کاستاریکا به جای فرندا آگوئیر، مجدداً ناهید کیانی رقیب کیمیا علیزاده شد.
| ورزشکار     | رویداد     | یک شانزدهم نهایی              | یک چهارم نهایی | نیمه نهایی | شانس مجدد  | نهایی / م. ب | نهایی / م. ب |
| ورزشکار     | رویداد     | حریف نتیجه                    | حریف نتیجه     | حریف نتیجه | حریف نتیجه | حریف نتیجه   | رتبه         |
| ----------- | ---------- | ----------------------------- | -------------- | ---------- | ---------- | ------------ | ------------ |
| ناهید کیانی | ۵۷ کیلوگرم | کیمیا علیزاده (EOR) شکست ۹–۱۸ | راه نیافت      | راه نیافت  | راه نیافت  | راه نیافت    | راه نیافت    |

## تنیس روی میز

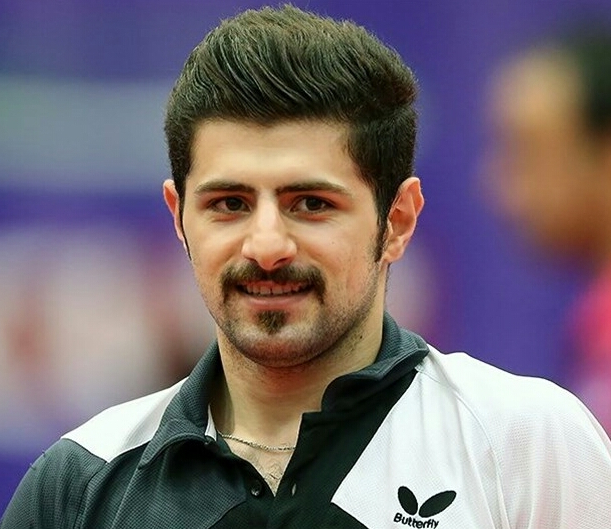
نیما عالمیان

نیما عالمیان که سابقه حضور در المپیک ۲۰۱۶ را نیز دارد روز ۳۰ اسفند ۱۳۹۹ و در فاصله یک ساعت تا آغاز سال جدید توانست با قهرمانی در رقابت‌های انتخابی المپیک ۲۰۲۰ توکیو در منطقه آسیای میانه، سهمیه حضور در این بازی‌ها را کسب کند.
| ورزشکار      | رویداد        | مقدماتی                    | دور اول    | دور دوم    | دور سوم    | یک شانزدهم نهایی | یک چهارم نهایی | نیمه نهایی | نهایی / م. ب | نهایی / م. ب |
| ورزشکار      | رویداد        | حریف نتیجه                 | حریف نتیجه | حریف نتیجه | حریف نتیجه | حریف نتیجه       | حریف نتیجه     | حریف نتیجه | حریف نتیجه   | رتبه         |
| ------------ | ------------- | -------------------------- | ---------- | ---------- | ---------- | ---------------- | -------------- | ---------- | ------------ | ------------ |
| نیما عالمیان | انفرادی مردان | پ. درینک‌هال (GBR) شکست ۱–۴ | راه نیافت  | راه نیافت  | راه نیافت  | راه نیافت        | راه نیافت      | راه نیافت  | راه نیافت    | راه نیافت    |

## تیراندازی

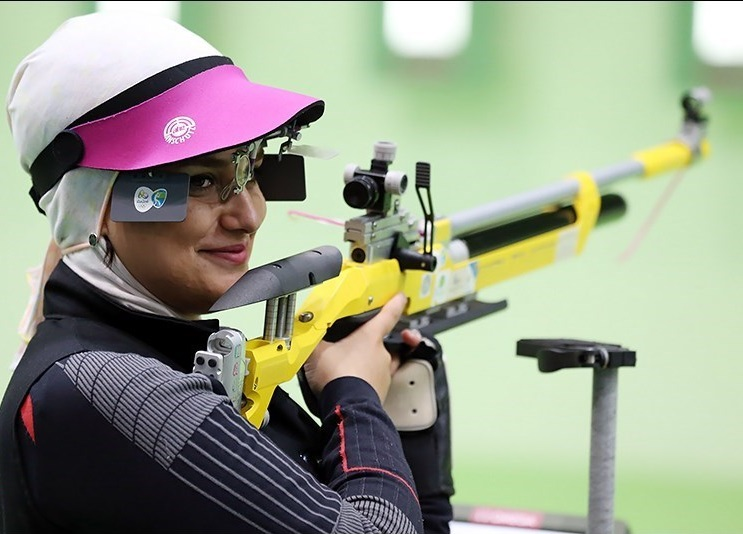
نجمه خدمتی

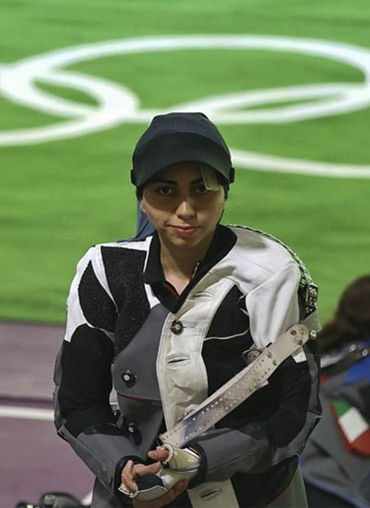
فاطمه کرم‌زاده

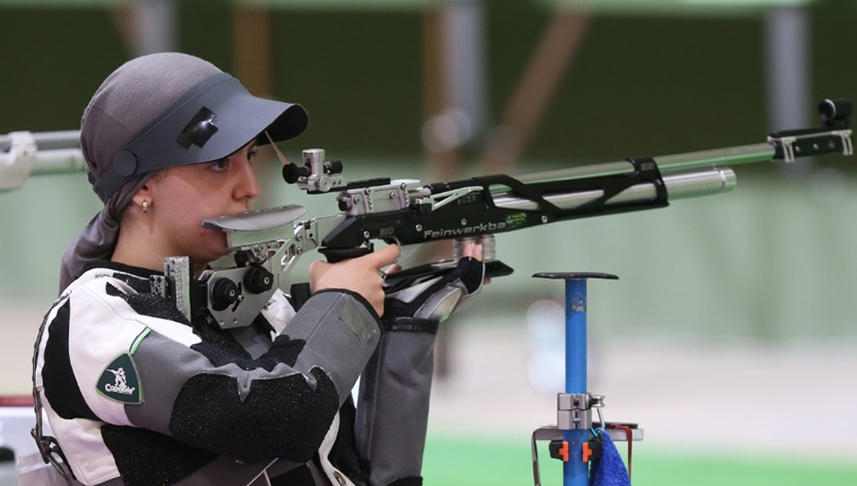
آرمینا صادقیان

| ورزشکار                  | رویداد                        | مقدماتی | مقدماتی | نیمه نهایی | نیمه نهایی | فینال     | فینال     |
| ورزشکار                  | رویداد                        | امتیاز  | رتبه    | امتیاز     | رتبه       | امتیاز    | رتبه      |
| ------------------------ | ----------------------------- | ------- | ------- | ---------- | ---------- | --------- | --------- |
| مهیار صداقت              | تفنگ بادی ۱۰ متر مردان        | ۶۲۹٫۱   | ۹       | —          | —          | راه نیافت | راه نیافت |
| مهیار صداقت              | تفنگ سه وضعیت ۵۰ متر مردان    | ۱۱۶۸    | ۲۰      | —          | —          | راه نیافت | راه نیافت |
| جواد فروغی               | تپانچه بادی ۱۰ متر مردان      | ۵۸۰     | ۵       | —          | —          | ۲۴۴٫۸ OR  | 1         |
| نجمه خدمتی               | تفنگ سه وضعیت ۵۰ متر زنان     | ۱۱۶۵    | ۱۸      | —          | —          | راه نیافت | راه نیافت |
| فاطمه کرم‌زاده            | تفنگ سه وضعیت ۵۰ متر زنان     | ۱۱۶۳    | ۲۲      | —          | —          | راه نیافت | راه نیافت |
| فاطمه کرم‌زاده            | تفنگ بادی ۱۰ متر زنان         | ۶۲۴٫۹   | ۲۳      | —          | —          | راه نیافت | راه نیافت |
| هانیه رستمیان            | تپانچه بادی ۱۰ متر زنان       | ۵۷۶     | ۱۰      | —          | —          | راه نیافت | راه نیافت |
| هانیه رستمیان            | تپانچه ۲۵ متر زنان            | ۵۷۷     | ۲۸      | —          | —          | راه نیافت | راه نیافت |
| آرمینا صادقیان           | تفنگ بادی ۱۰ متر زنان         | ۶۲۲٫۶   | ۳۰      | —          | —          | راه نیافت | راه نیافت |
| مهیار صداقت/نجمه خدمتی   | تفنگ بادی ۱۰ متر مختلط تیمی   | ۶۲۴٫۹   | ۱۵      | راه نیافت  | راه نیافت  | راه نیافت | راه نیافت |
| جواد فروغی/هانیه رستمیان | تپانچه بادی ۱۰ متر مختلط تیمی | ۵۷۵     | ۸       | ۶۸۲        | ۵          | راه نیافت | راه نیافت |

## تیراندازی با کمان
با حضور دو ایرانی (میلاد وزیری و امین پیرعلی) در مرحله نیمه‌نهایی مسابقات قهرمانی تیراندازی با کمان آسیا ۲۰۱۹ در بخش ریکرو، یک سهمیه برای ایران در المپیک ۲۰۲۰ قطعی شد.
| ورزشکار     | رویداد        | دور رده‌بندی | دور رده‌بندی | یک شانزدهم نهایی           | یک‌هشتم نهایی | نیمه نهایی | نهایی / م. ب | نهایی / م. ب |
| ورزشکار     | رویداد        | امتیاز      | رتبه        | حریف نتیجه                 | حریف نتیجه   | حریف نتیجه | حریف نتیجه   | رتبه         |
| ----------- | ------------- | ----------- | ----------- | -------------------------- | ------------ | ---------- | ------------ | ------------ |
| میلاد وزیری | انفرادی مردان | ۶۲۹         | ۶۳          | ب. الیسون (USA) · شکست ۰–۶ | راه نیافت    | راه نیافت  | راه نیافت    | راه نیافت    |

## دوچرخه‌سواری

### دوچرخه‌سواری جاده
ایران سهمیه حضور یک دوچرخه‌سوار (مرد) را برای حضور در مسابقات جاده المپیک با توجه به قرار گرفتن در رده ۳۳ تا ۵۰ تیم برتر رنکینگ اتحادیه جهانی دوچرخه‌سواری به دست آورد.
| ورزشکار      | رویداد                   | زمان              | رتبه |
| ------------ | ------------------------ | ----------------- | ---- |
| سعید صفرزاده | رقابت جاده انفرادی مردان | به خط پایان نرسید | -    |
| سعید صفرزاده | تایم تریل جاده مردان     | ۱:۰۵:۱۴.۶۲        | ۳۵   |

## دو و میدانی
مردان

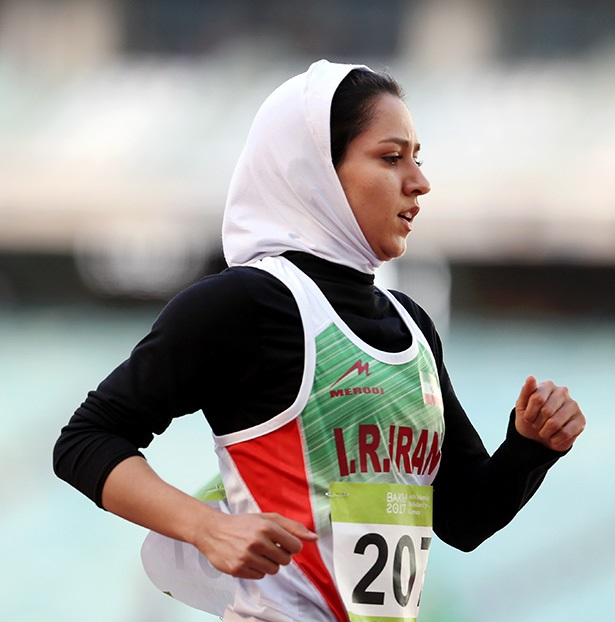
فرزانه فصیحی

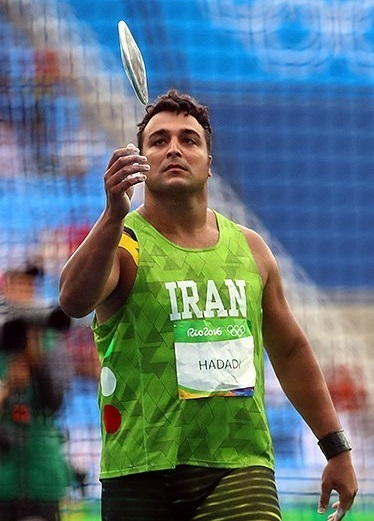
احسان حدادی

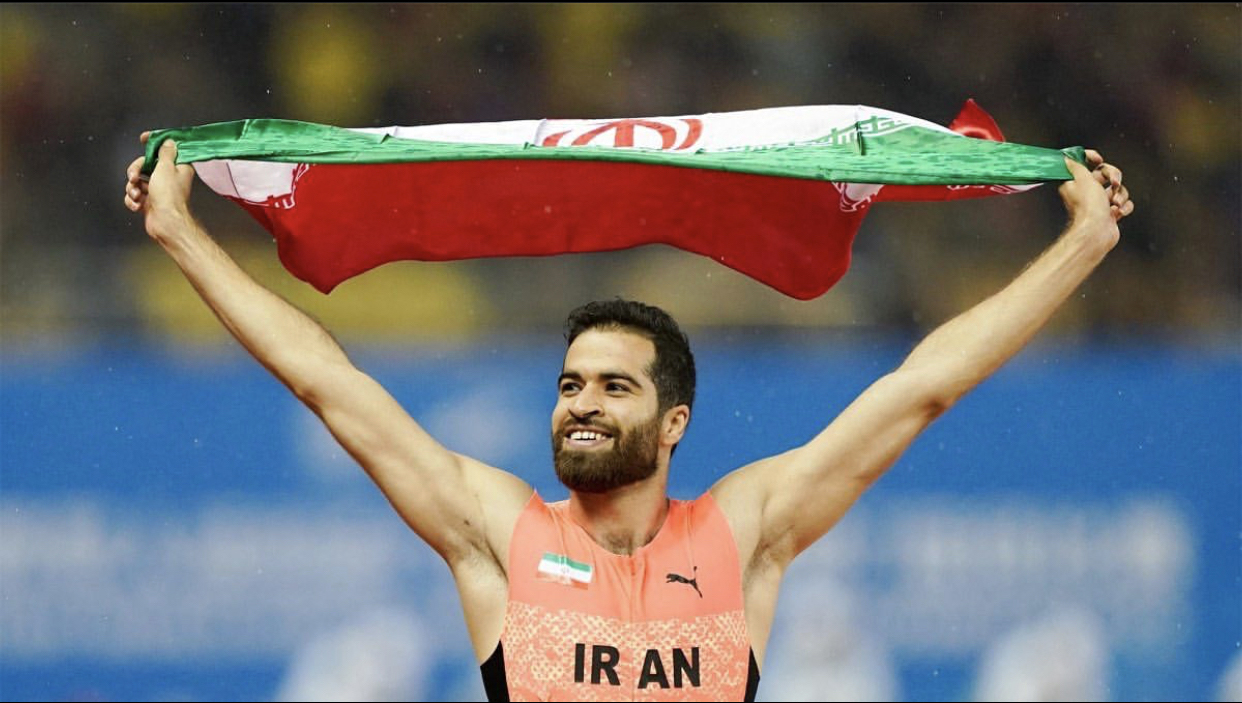
حسن تفتیان

تست کرونای مهدی پیرجهان ۴ روز قبل از مسابقه‌اش مثبت شد و از مسابقات کنار رفت.
| ورزشکار      | رویداد         | heat                                      | heat                                      | مقدماتی                                   | مقدماتی                                   | نیمه نهایی                                | نیمه نهایی                                | فینال                                     | فینال                                     |
| ورزشکار      | رویداد         | نتیجه                                     | رتبه                                      | نتیجه                                     | رتبه                                      | نتیجه                                     | رتبه                                      | نتیجه                                     | رتبه                                      |
| ------------ | -------------- | ----------------------------------------- | ----------------------------------------- | ----------------------------------------- | ----------------------------------------- | ----------------------------------------- | ----------------------------------------- | ----------------------------------------- | ----------------------------------------- |
| حسن تفتیان   | ۱۰۰ متر        | Bye                                       | Bye                                       | ۱۰٫۱۹                                     | ۴                                         | راه نیافت                                 | راه نیافت                                 | راه نیافت                                 | راه نیافت                                 |
| مهدی پیرجهان | ۴۰۰ متر بامانع | به دلیل ابتلا به بیماری کووید۱۹ شرکت نکرد | به دلیل ابتلا به بیماری کووید۱۹ شرکت نکرد | به دلیل ابتلا به بیماری کووید۱۹ شرکت نکرد | به دلیل ابتلا به بیماری کووید۱۹ شرکت نکرد | به دلیل ابتلا به بیماری کووید۱۹ شرکت نکرد | به دلیل ابتلا به بیماری کووید۱۹ شرکت نکرد | به دلیل ابتلا به بیماری کووید۱۹ شرکت نکرد | به دلیل ابتلا به بیماری کووید۱۹ شرکت نکرد |

زنان
| ورزشکار      | رویداد  | heat  | heat | مقدماتی | مقدماتی | نیمه نهایی | نیمه نهایی | فینال     | فینال     |
| ورزشکار      | رویداد  | نتیجه | رتبه | نتیجه   | رتبه    | نتیجه      | رتبه       | نتیجه     | رتبه      |
| ------------ | ------- | ----- | ---- | ------- | ------- | ---------- | ---------- | --------- | --------- |
| فرزانه فصیحی | ۱۰۰ متر | ۱۱٫۷۶ | ۱    | ۱۱٫۷۹   | ۸       | راه نیافت  | راه نیافت  | راه نیافت | راه نیافت |

رویدادهای میدانی
| ورزشکار     | رویداد     | مقدماتی | مقدماتی | فینال     | فینال     |
| ورزشکار     | رویداد     | رکورد   | رتبه    | رکورد     | رتبه      |
| ----------- | ---------- | ------- | ------- | --------- | --------- |
| احسان حدادی | پرتاب دیسک | ۵۸٫۹۸   | ۲۶      | راه نیافت | راه نیافت |

## روئینگ
با توجه به نایب قهرمانی بهمن نصیری در بخش مردان و نازنین ملایی در بخش زنان در فینال روئینگ انتخابی المپیک در آسیا، یک سهمیه به ایران تعلق گرفت. با توجه به انصراف بهمن نصیری و طی اقدامی جوانمردانه، ایشان طی پیامی به روابط عمومی فدراسیون قایقرانی اعلام کرد: «با توجه به قوانین پیچیده فدراسیون جهانی مبنی بر انتخاب یک نفر از بین من و خانم ملایی، به منظور کاهش فشار بر فدراسیون و شخص دکتر سهرابیان از این چالش فرساینده کناره‌گیری می‌نمایم» و بدین ترتیب نازنین ملایی نماینده ایران در المپیک شد.
| ورزشکار      | رویداد               | heat    | heat | یک چهارم نهایی | یک چهارم نهایی | نیمه نهایی | نیمه نهایی | فینال                           | فینال |
| ورزشکار      | رویداد               | نتیجه   | رتبه | نتیجه          | رتبه           | نتیجه      | رتبه       | نتیجه                           | رتبه  |
| ------------ | -------------------- | ------- | ---- | -------------- | -------------- | ---------- | ---------- | ------------------------------- | ----- |
| نازنین ملایی | انفرادی دو پارو زنان | ۷:۵۹:۰۱ | ۳    | ۸:۰۷:۳۲        | ۳              | ۷:۴۵:۵۲    | ۶          | مسابقه برای جایگاه ۷–۱۲ ۷:۴۲:۵۷ | ۱۱    |

## شمشیربازی

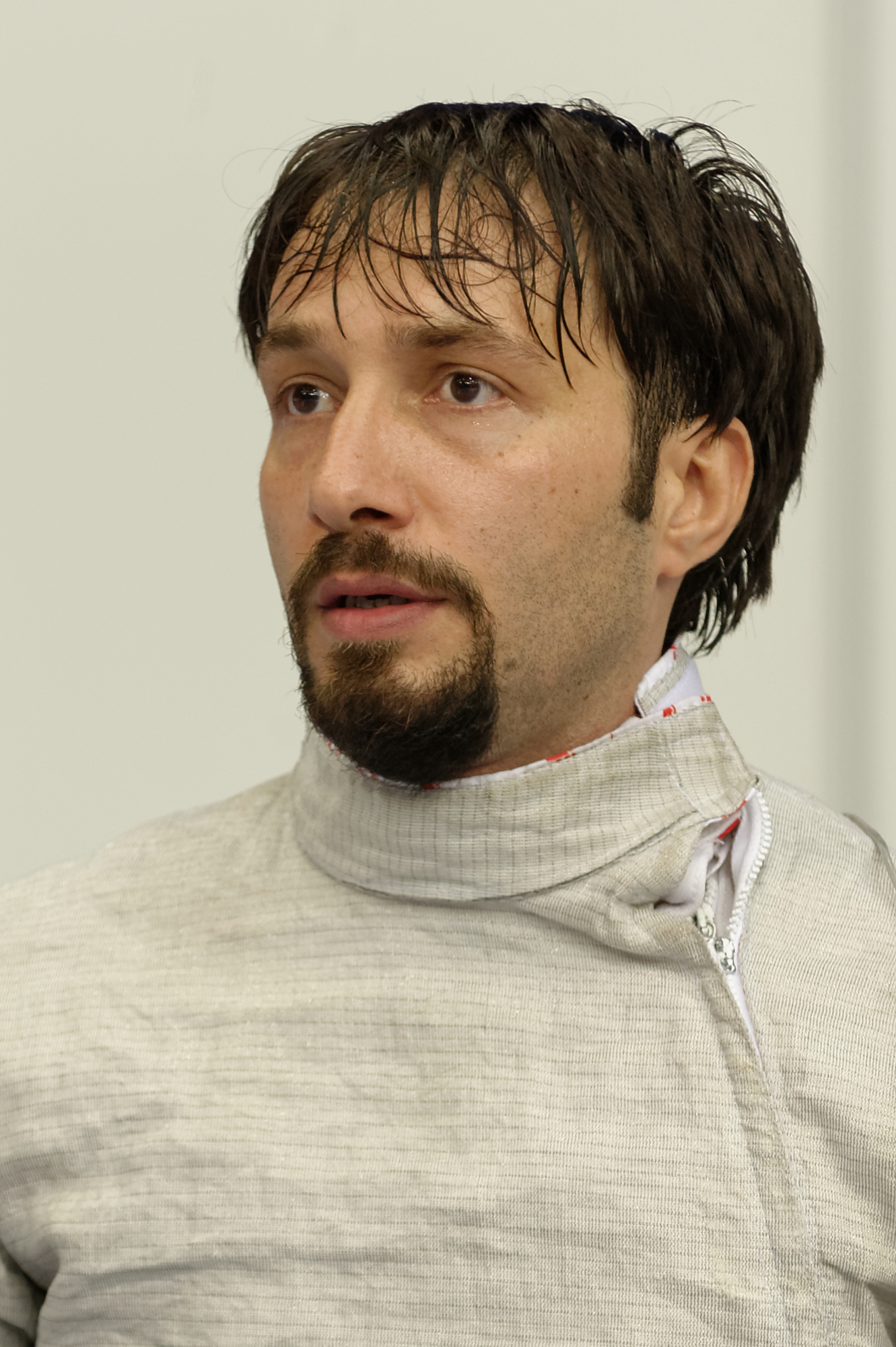
مجتبی عابدینی

برای اولین بار تیم ایران با ترکیب کامل در اسلحه سابر تیمی در مسابقات المپیک شرکت می‌کند (با توجه به بالاترین رتبه در میان تیم‌های آسیایی در رنکینگ فدراسیون جهانی شمشیربازی).
| ورزشکار                                         | رویداد          | یک سی و دوم نهایی            | یک شانزدهم نهایی            | یک‌هشتم نهایی                | یک چهارم نهایی             | نیمه نهایی                                                   | نهایی / م. ب                                      | نهایی / م. ب |
| ورزشکار                                         | رویداد          | حریف نتیجه                   | حریف نتیجه                  | حریف نتیجه                  | حریف نتیجه                 | حریف نتیجه                                                   | حریف نتیجه                                        | رتبه         |
| ----------------------------------------------- | --------------- | ---------------------------- | --------------------------- | --------------------------- | -------------------------- | ------------------------------------------------------------ | ------------------------------------------------- | ------------ |
| مجتبی عابدینی                                   | سابر مردان      | ش. گوردون (CAN) · برد ۱۵–۱۰  | آ. سیلاگی (HUN) · شکست ۷–۱۵ | راه نیافت                   | راه نیافت                  | راه نیافت                                                    | راه نیافت                                         | راه نیافت    |
| علی پاکدامن                                     | سابر مردان      | آ. ساتماری (HUN) · برد ۱۵–۱۲ | م. هارتونگ (GER) · برد ۱۵–۹ | آ. سیلاگی (HUN) · شکست ۶–۱۵ | راه نیافت                  | راه نیافت                                                    | راه نیافت                                         | راه نیافت    |
| محمد رهبری                                      | سابر مردان      | ب. آپیتی (FRA) · برد ۱۵–۱۳   | ل. سامله (ITA) · شکست ۷–۱۵  | راه نیافت                   | راه نیافت                  | راه نیافت                                                    | راه نیافت                                         | راه نیافت    |
| مجتبی عابدینی علی پاکدامن محمد رهبری محمد فتوحی | سابر تیمی مردان | —                            | —                           | —                           | ایتالیا (ITA) · شکست ۴۴–۴۵ | مسابقه برای جایگاه ۸–۵ ایالات متحده آمریکا (USA) · برد ۴۵–۳۶ | مسابقه برای جایگاه ۶–۵ · مصر (EGY) · شکست · ۲۴–۴۵ | ۶            |

## شنا
ابتدا مهرشاد افقری در مسابقات انتخابی المپیک در بلغارستان، موفق به کسب تایم استاندارد B المپیک در ۱۰۰ متر پروانه شده بود اما چند روز بعد، فینا اعلام کرد که با توجه به رکوردهای ثبت شده توسط سایر شناگران، رکورد مهرشاد افقری برای راهیابی به المپیک کافی نیست و سهمیه او را به متین بالسینی داد که در مسابقات انتخابی المپیک در صربستان، دو بار رکورد ایران را در ۲۰۰ متر پروانه ارتقا داد. با این رکورد پس از ۱۴ سال ایران موفق به کسب تایم استاندارد B در شنای المپیک شد. شنای ایران آخرین بار در المپیک ۲۰۰۸ پکن موفق شده بود تایم استاندارد B المپیک را کسب کند.
متین بالسینی در مقدماتی در گروه اول با اختلاف ۰٫۴ ثانیه با نفر اول، دوم شد و رکورد ایران را نیز ارتقا داد. اما در رده‌بندی نهایی در جایگاه سی و سوم قرار گرفت و از صعود به نیمه‌نهایی بازماند.
| ورزشکار      | رویداد               | مقدماتی | مقدماتی | نیمه‌نهایی | نیمه‌نهایی | نهایی     | نهایی     |
| ورزشکار      | رویداد               | زمان    | رتبه    | زمان      | رتبه      | زمان      | رتبه      |
| ------------ | -------------------- | ------- | ------- | --------- | --------- | --------- | --------- |
| متین بالسینی | ۲۰۰ متر پروانه مردان | ۱:۵۹٫۹۷ | ۳۳      | راه نیافت | راه نیافت | راه نیافت | راه نیافت |

## کاراته

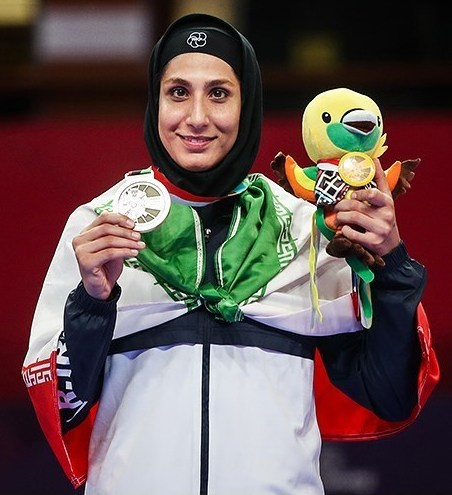
حمیده عباسعلی

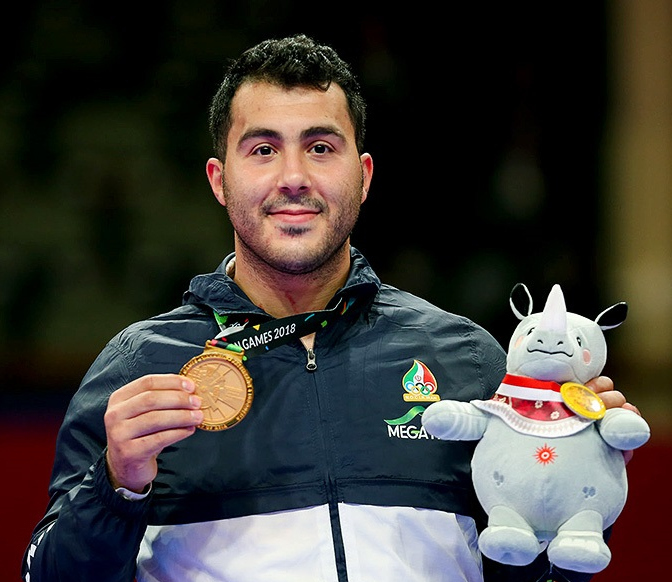
سجاد گنج‌زاده

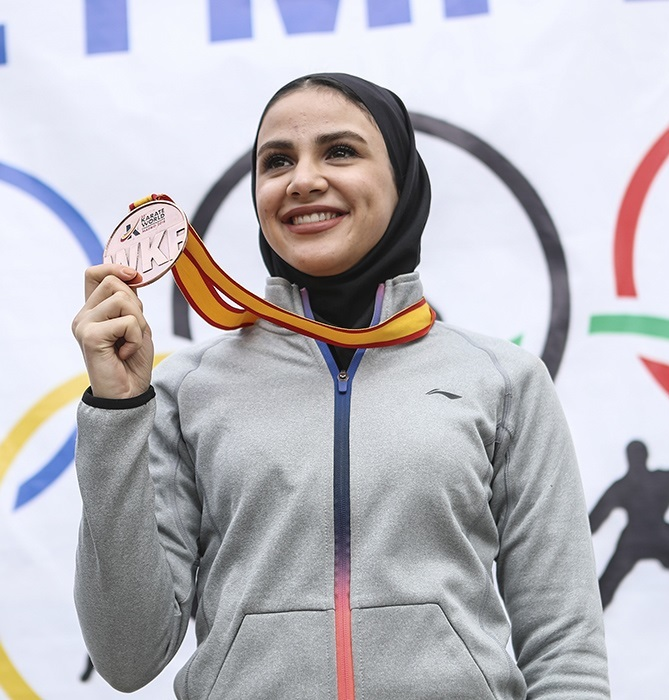
سارا بهمنیار

ایران با ۴ کاراته‌کا که موفق به حضور در بین ۴ نفر برتر هر وزن در بخش کومیته در رنکینگ المپیکی فدراسیون جهانی کاراته شدند در نخستین حضور کاراته در رقابت‌های المپیک شرکت می‌کند. بهمن عسگری در وزن ۷۵- کیلوگرم اول بوده و سهمیه المپیک را کسب کرده بود اما در روز ۳۰ ژوئن ۲۰۲۱، فدراسیون جهانی کاراته وی را به دلیل دوپینگ (غیرعمد)، یک سال از هرگونه فعالیت ورزشی محروم کرد و به همین دلیل از المپیک نیز کنار گذاشته شد. او برای اولین بار موفق به کسب سهمیه المپیک شده بود که آن را از دست داد.
در فینال وزن ۷۵+ کیلوگرم مردان، طارق حمدی ضربه سهمگینی به سر سجاد گنج‌زاده زد که باعث بیهوش شدن وی شد و داوران و پزشکان پس از مشورت، طارق حمدی را اخراج کرده و گنج‌زاده قهرمان شد.
| ورزشکار       | رویداد            | مرحله گروهی                  | مرحله گروهی                   | مرحله گروهی                     | مرحله گروهی                     | مرحله گروهی | نیمه‌نهایی                   | نهایی                     | نهایی     |
| ورزشکار       | رویداد            | حریف نتیجه                   | حریف نتیجه                    | حریف نتیجه                      | حریف نتیجه                      | رتبه        | حریف نتیجه                  | حریف نتیجه                | رتبه      |
| ------------- | ----------------- | ---------------------------- | ----------------------------- | ------------------------------- | ------------------------------- | ----------- | --------------------------- | ------------------------- | --------- |
| سجاد گنج‌زاده  | ۷۵+ کیلوگرم مردان | ایوان کوسیچ (CRO) · برد ۳–۱  | طارق حمدی (KSA) · تساوی ۰–۰   | برایان ایر (USA) · برد ۶–۰      | دانیل گایسینسکی (CAN) · برد ۲–۱ | ۱           | اوغور آکتاش (TUR) · برد ۲–۲ | طارق حمدی (KSA) · برد DSQ | 1         |
| سارا بهمنیار  | ۵۵- کیلوگرم زنان  | سراپ اوزچلیک (TUR) · برد ۵–۴ | ون زو-یون (TPE) · شکست ۱–۵    | ایوت گورانووا (BUL) · شکست ۲–۵  | —                               | ۳           | راه نیافت                   | راه نیافت                 | راه نیافت |
| حمیده عباسعلی | ۶۱+ کیلوگرم زنان  | لامیا معطوب (ALG) · برد ۴–۰  | النا کویریچی (SUI) · شکست ۰–۴ | فریال عبدالعزیز (EGY) · برد ۹–۷ | گونگ لی (CHN) · شکست ۴–۸        | ۴           | راه نیافت                   | راه نیافت                 | راه نیافت |

## کانو

### قایقرانی سرعت (اسپرینت)
ایران با کسب مدال طلا در مسابقات انتخابی آسیا در قایقرانی سرعت (۱۰۰۰ متر قایق کایاک ۱ نفره مردان) در پاتایا توانست کسب سهمیه کند.
| ورزشکار        | رویداد                      | مرحله گروهی | مرحله گروهی | یک‌چهارم نهایی | یک‌چهارم نهایی | نیمه‌نهایی | نیمه‌نهایی | فینال     | فینال     |
| ورزشکار        | رویداد                      | زمان        | رتبه        | زمان          | رتبه          | زمان      | رتبه      | زمان      | رتبه      |
| -------------- | --------------------------- | ----------- | ----------- | ------------- | ------------- | --------- | --------- | --------- | --------- |
| علی آقامیرزایی | کایاک ۱ نفره ۱۰۰۰ متر مردان | ۳:۴۸٫۶۰۹    | ۵           | ۳:۵۲٫۸۳۴      | ۴             | راه نیافت | راه نیافت | راه نیافت | راه نیافت |

## کشتی

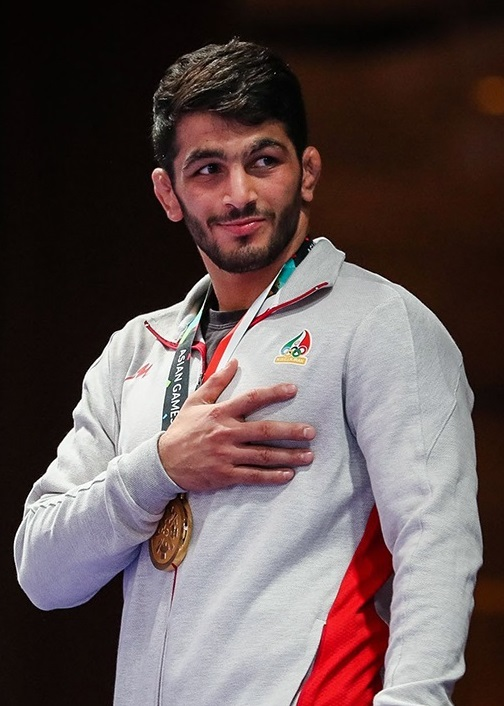
حسن یزدانی

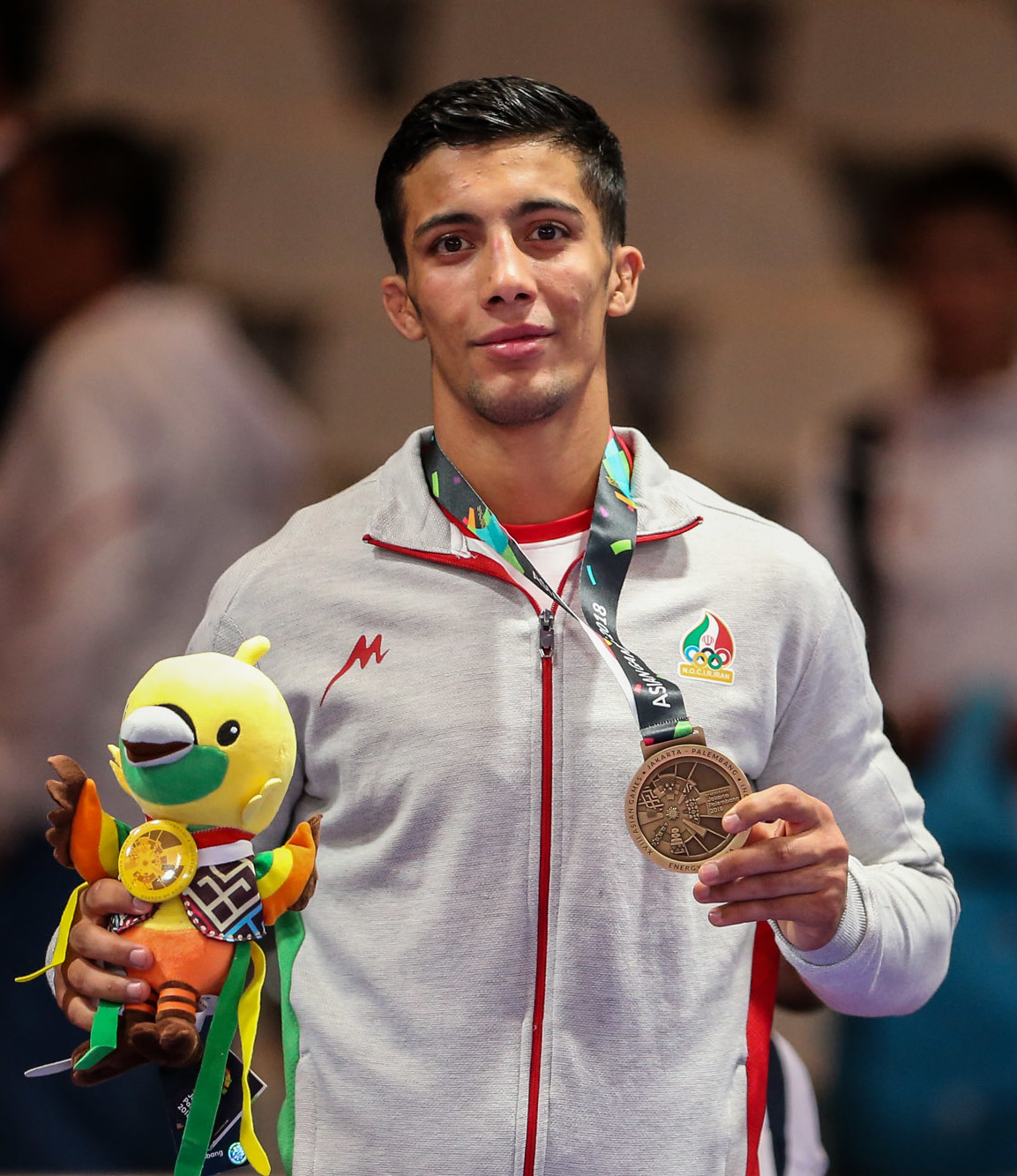
محمدرضا گرایی

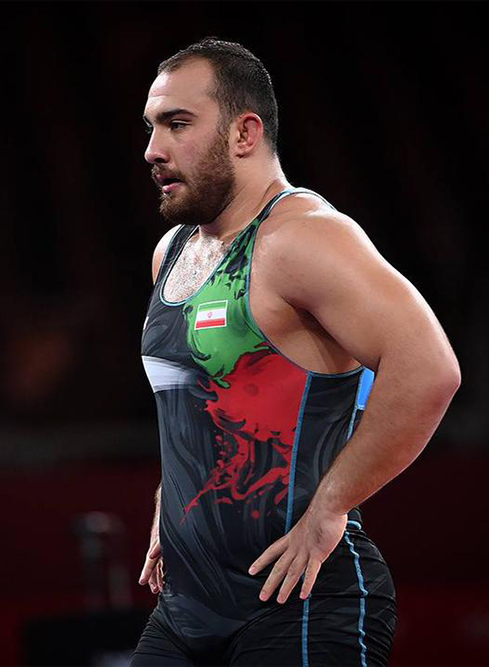
امیرحسین زارع

آزاد
نکته: ض‌ف: ضربه فنی
| ورزشکار          | رویداد      | یک‌هشتم نهایی                           | یک چهارم                        | نیمه نهایی                      | شانس مجدد  | فینال / م. ب                 | فینال / م. ب |
| ورزشکار          | رویداد      | حریف نتیجه                             | حریف نتیجه                      | حریف نتیجه                      | حریف نتیجه | حریف نتیجه                   | رتبه         |
| ---------------- | ----------- | -------------------------------------- | ------------------------------- | ------------------------------- | ---------- | ---------------------------- | ------------ |
| رضا اطری         | ۵۷ کیلوگرم  | سلیمان آتلی (TUR) · برد ۳–۲            | بخبایار اردنبات (MGL) · برد ۵–۱ | زائور اوگویف (ROC) شکست ۳–۸     | Bye        | توماس گیلمن (USA) · شکست ۱–۹ | ۵            |
| مرتضی قیاسی      | ۶۵ کیلوگرم  | هیثم دخلاوی (TUN) · برد ۵–۱            | باجرانگ پونیا (IND) · شکست ض‌ف   | راه نیافت                       | راه نیافت  | راه نیافت                    | راه نیافت    |
| مصطفی حسین‌خانی   | ۷۴ کیلوگرم  | کایل داک (USA) · شکست ۰–۴              | راه نیافت                       | راه نیافت                       | راه نیافت  | راه نیافت                    | راه نیافت    |
| حسن یزدانی       | ۸۶ کیلوگرم  | جاوراییل شاپیف (UZB) · برد ۱۱–۲        | استفان ریچموث (SUI) · برد ۱۲–۱  | آرتور نایفونوف (ROC) · برد ۷–۱  | Bye        | دیوید تیلور (USA) · شکست ۳–۴ | 2            |
| محمدحسین محمدیان | ۹۷ کیلوگرم  | الیزبار اودیکادزه (GEO) · شکست ۵–۴     | راه نیافت                       | راه نیافت                       | راه نیافت  | راه نیافت                    | راه نیافت    |
| امیرحسین زارع    | ۱۲۵ کیلوگرم | اولکساندر خوتسیانیفسکی (UKR) · برد ۷–۰ | اگزون شهلا (KOS) · برد ۱۳–۲     | گنو پتریاشویلی (GEO) · شکست ۳–۶ | Bye        | ژیوی دنگ (CHN) · برد ۵–۰     | 3            |

فرنگی
| ورزشکار        | رویداد      | یک‌هشتم نهایی                  | یک چهارم                       | نیمه نهایی                       | شانس مجدد                   | فینال / م. ب                   | فینال / م. ب |
| ورزشکار        | رویداد      | حریف نتیجه                    | حریف نتیجه                     | حریف نتیجه                       | حریف نتیجه                  | حریف نتیجه                     | رتبه         |
| -------------- | ----------- | ----------------------------- | ------------------------------ | -------------------------------- | --------------------------- | ------------------------------ | ------------ |
| علیرضا نجاتی   | ۶۰ کیلوگرم  | آرمن ملیکیان (ARM) · شکست ۵–۵ | راه نیافت                      | راه نیافت                        | راه نیافت                   | راه نیافت                      | راه نیافت    |
| محمدرضا گرایی  | ۶۷ کیلوگرم  | خولیان استیون (COL) · برد ۸–۰ | فرانک اشتبلر (GER) · برد ۵–۵   | راماز زویدزه (GEO) · برد ۶–۱     | Bye                         | پرویز نصیب‌اف (UKR) · برد ۹–۱   | 1            |
| محمدعلی گرایی  | ۷۷ کیلوگرم  | یوسوانیس پنا (CUB) · برد ۷–۳  | بوزو استارسویچ (CRO) · برد ۵–۵ | تامش لورینچ (HUN) · شکست ۶–۵     | Bye                         | شوهی یابیکو (JPN) · شکست ۳–۱۳  | ۵            |
| محمدهادی ساروی | ۹۷ کیلوگرم  | آدم بوجملین (ALG) · برد ۹–۰   | کیریل میلوف (BUL) · برد ۶–۰    | آرتور الکسانیان (ARM) · شکست ۱–۴ | Bye                         | آروی ساوولاینن (FIN) · برد ۹–۲ | 3            |
| امین میرزازاده | ۱۳۰ کیلوگرم | کیم مین-سئوک (KOR) · برد ۶–۰  | میخایین لوپز (CUB) · شکست ۰–۸  | Bye                              | آلین الکسوج (ROU) · برد ۵–۱ | رضا کایالپ (TUR) · شکست ۲–۷    | ۵            |

## والیبال

### داخل سالن

#### بخش مردان
تیم ملی والیبال مردان ایران به عنوان بهترین تیم آسیایی در مسابقات انتخابی المپیک آسیا که در ژیانگمن، چین برگزار شد توانست جواز حضور در بازی‌های المپیک تابستانی ۲۰۲۰ را به‌دست‌آورد.
| تیم       | رویداد     | مرحله گروهی      | مرحله گروهی       | مرحله گروهی       | مرحله گروهی        | مرحله گروهی     | مرحله گروهی | یک‌چهارم نهایی | نیمه‌نهایی  | نهایی / م. ب | نهایی / م. ب |
| تیم       | رویداد     | حریف نتیجه       | حریف نتیجه        | حریف نتیجه        | حریف نتیجه         | حریف نتیجه      | رتبه        | حریف نتیجه    | حریف نتیجه | حریف نتیجه   | رتبه         |
| --------- | ---------- | ---------------- | ----------------- | ----------------- | ------------------ | --------------- | ----------- | ------------- | ---------- | ------------ | ------------ |
| تیم مردان | تیمی مردان | لهستان · برد ۳–۲ | ونزوئلا · برد ۳–۰ | کانادا · شکست ۰–۳ | ایتالیا · شکست ۱–۳ | ژاپن · شکست ۲–۳ | ۵           | راه نیافت     | راه نیافت  | راه نیافت    | راه نیافت    |

فهرست تیم؛
- رویداد مردان - یک تیم ۱۲ نفره
- سرمربی:  ولادیمیر آلکنو

| ش. | نام                  | تاریخ تولد     | قد                       | وزن                    | اسپک                    | بلاک                    | باشگاه در ۲۰۲۱ |
| -- | -------------------- | -------------- | ------------------------ | ---------------------- | ----------------------- | ----------------------- | -------------- |
| ۲  | میلاد عبادی‌پور       | ۱۷ اکتبر ۱۹۹۳  | ۱٫۹۶ متر (۶ فوت ۵ اینچ)  | ۷۸ کیلوگرم (۱۷۲ پوند)  | ۳۵۰ سانتیمتر (۱۴۰ اینچ) | ۳۱۰ سانتیمتر (۱۲۰ اینچ) | اسکرا بلچاتوف  |
| ۴  | سعید معروف (C)       | ۲۰ اکتبر ۱۹۸۵  | ۱٫۸۹ متر (۶ فوت ۲ اینچ)  | ۸۱ کیلوگرم (۱۷۹ پوند)  | ۳۳۱ سانتیمتر (۱۳۰ اینچ) | ۳۱۱ سانتیمتر (۱۲۲ اینچ) | بایک موتور پکن |
| ۶  | سید محمد موسوی عراقی | ۲۲ اوت ۱۹۸۷    | ۲٫۰۰ متر (۶ فوت ۷ اینچ)  | ۸۵ کیلوگرم (۱۸۷ پوند)  | ۳۶۲ سانتیمتر (۱۴۳ اینچ) | ۳۴۴ سانتیمتر (۱۳۵ اینچ) | فنرباغچه       |
| ۹  | مسعود غلامی          | ۲ آوریل ۱۹۹۱   | ۲٫۰۰ متر (۶ فوت ۷ اینچ)  | ۹۵ کیلوگرم (۲۰۹ پوند)  | ۲۸۹ سانتیمتر (۱۱۴ اینچ) | ۲۷۵ سانتیمتر (۱۰۸ اینچ) | سپاهان         |
| ۱۰ | امیر غفور            | ۶ ژوئن ۱۹۹۱    | ۲٫۰۲ متر (۶ فوت ۸ اینچ)  | ۹۰ کیلوگرم (۲۰۰ پوند)  | ۳۵۴ سانتیمتر (۱۳۹ اینچ) | ۳۳۴ سانتیمتر (۱۳۱ اینچ) | سپاهان         |
| ۱۱ | صابر کاظمی           | ۲۴ دسامبر ۱۹۹۸ | ۲٫۰۵ متر (۶ فوت ۹ اینچ)  | ۸۷ کیلوگرم (۱۹۲ پوند)  | ۳۴۰ سانتیمتر (۱۳۰ اینچ) | ۳۲۵ سانتیمتر (۱۲۸ اینچ) | شهرداری ارومیه |
| ۱۲ | مرتضی شریفی          | ۲۷ مه ۱۹۹۹     | ۱٫۹۳ متر (۶ فوت ۴ اینچ)  | ۸۳ کیلوگرم (۱۸۳ پوند)  | ۳۴۰ سانتیمتر (۱۳۰ اینچ) | ۳۲۰ سانتیمتر (۱۳۰ اینچ) | شهرداری ارومیه |
| ۱۵ | علی‌اصغر مجرد         | ۳۰ اکتبر ۱۹۹۷  | ۲٫۰۵ متر (۶ فوت ۹ اینچ)  | ۹۰ کیلوگرم (۲۰۰ پوند)  | ۳۳۰ سانتیمتر (۱۳۰ اینچ) | ۳۱۰ سانتیمتر (۱۲۰ اینچ) | شهرداری ارومیه |
| ۱۷ | میثم صالحی           | ۱۷ نوامبر ۱۹۹۸ | ۱٫۹۸ متر (۶ فوت ۶ اینچ)  | ۸۹ کیلوگرم (۱۹۶ پوند)  | ۳۴۵ سانتیمتر (۱۳۶ اینچ) | ۳۳۰ سانتیمتر (۱۳۰ اینچ) | اولشتین        |
| ۱۹ | مهدی مرندی           | ۱۲ مه ۱۹۸۶     | ۱٫۷۲ متر (۵ فوت ۸ اینچ)  | ۶۹ کیلوگرم (۱۵۲ پوند)  | ۲۹۵ سانتیمتر (۱۱۶ اینچ) | ۲۸۰ سانتیمتر (۱۱۰ اینچ) | سپاهان         |
| ۲۱ | آرمان صالحی          | ۲۹ اکتبر ۱۹۹۲  | ۱٫۸۰ متر (۵ فوت ۱۱ اینچ) | ۸۱ کیلوگرم (۱۷۹ پوند)  | ۲۹۵ سانتیمتر (۱۱۶ اینچ) | ۲۸۰ سانتیمتر (۱۱۰ اینچ) | شهرداری ارومیه |
| ۲۴ | جواد کریمی           | ۱ مارس ۱۹۹۸    | ۲٫۰۴ متر (۶ فوت ۸ اینچ)  | ۱۰۴ کیلوگرم (۲۲۹ پوند) | ۳۳۰ سانتیمتر (۱۳۰ اینچ) | ۳۱۰ سانتیمتر (۱۲۰ اینچ) | نولیکو مازک    |

بازی‌های گروهی؛

| رتبه | تیم      | بازی | برد | باخت | امتیاز | SW | SL | SR    | SPW | SPL | SPR   | صلاحیت        |
| ---- | -------- | ---- | --- | ---- | ------ | -- | -- | ----- | --- | --- | ----- | ------------- |
| ۱    | لهستان   | 5    | 4   | 1    | 13     | 14 | 4  | ۳٫۵۰۰ | 435 | 345 | ۱٫۲۶۱ | یک‌چهارم نهایی |
| ۲    | ایتالیا  | 5    | 4   | 1    | 11     | 12 | 7  | ۱٫۷۱۴ | 418 | 411 | ۱٫۰۱۷ | یک‌چهارم نهایی |
| ۳    | ژاپن (H) | 5    | 3   | 2    | 8      | 10 | 9  | ۱٫۱۱۱ | 437 | 431 | ۱٫۰۱۴ | یک‌چهارم نهایی |
| ۴    | کانادا   | 5    | 2   | 3    | 7      | 9  | 9  | ۱٫۰۰۰ | 396 | 387 | ۱٫۰۲۳ | یک‌چهارم نهایی |
| ۵    | ایران    | 5    | 2   | 3    | 6      | 9  | 11 | ۰٫۸۱۸ | 353 | 460 | ۰٫۷۶۷ |               |
| ۶    | ونزوئلا  | 5    | 0   | 5    | 0      | 1  | 15 | ۰٫۰۶۷ | 281 | 393 | ۰٫۷۱۵ |               |

## وزنه‌برداری

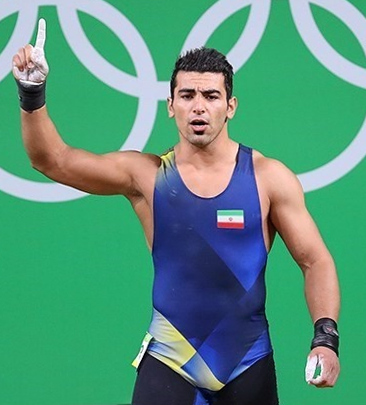
علی هاشمی

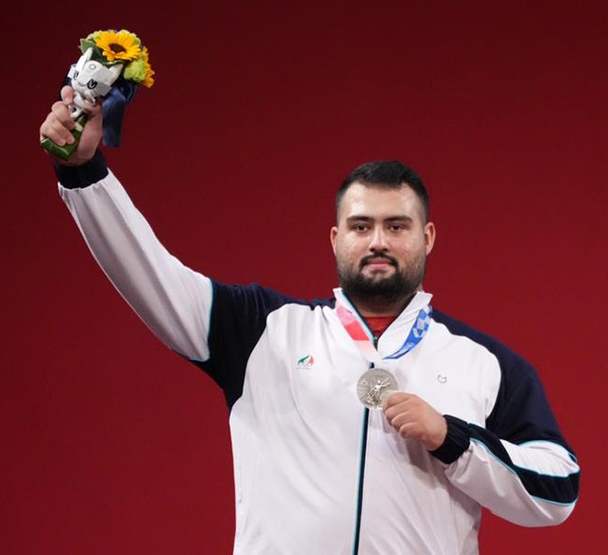
علی داوودی

با توجه به آخرین رنکینگ اعلامی از سوی فدراسیون جهانی وزنه‌برداری در ۱۱ ژوئن ۲۰۲۱، ایران ۲ سهمیه را در بخش مردان به دست آورد.
همچنین با انصراف تیم وزنه‌برداری کشور ساموآ، ۱ سهمیه به بخش زنان ایران رسید. این سهمیه به پریسا جهانفکریان تعلق گرفته بود که به دلیل مصدومیت این وزنه‌بردار نتوانست در المپیک ۲۰۲۰ حضور یابد.

### مردان
| ورزشکار    | رده وزنی     | یک‌ضرب (کیلوگرم) | یک‌ضرب (کیلوگرم) | یک‌ضرب (کیلوگرم) | یک‌ضرب (کیلوگرم) | دوضرب (کیلوگرم) | دوضرب (کیلوگرم) | دوضرب (کیلوگرم) | دوضرب (کیلوگرم) | مجموع | رتبه |
| ورزشکار    | رده وزنی     | ۱               | ۲               | ۳               | رتبه            | ۱               | ۲               | ۳               | رتبه            | مجموع | رتبه |
| ---------- | ------------ | --------------- | --------------- | --------------- | --------------- | --------------- | --------------- | --------------- | --------------- | ----- | ---- |
| علی هاشمی  | ۱۰۹ کیلوگرم  | ۱۷۷             | ۱۸۱             | ۱۸۴             | ۵               | ۲۲۶             | ۲۲۶             | ۲۲۸             | —               | —     | —    |
| علی داوودی | ۱۰۹+ کیلوگرم | ۱۹۱             | ۱۹۶             | ۲۰۰             | ۲               | ۲۳۴             | ۲۴۰             | ۲۴۱             | ۲               | ۴۴۱   | 2    |

## ورزش‌های غیررسمی

### تکواندو

#### تیمی

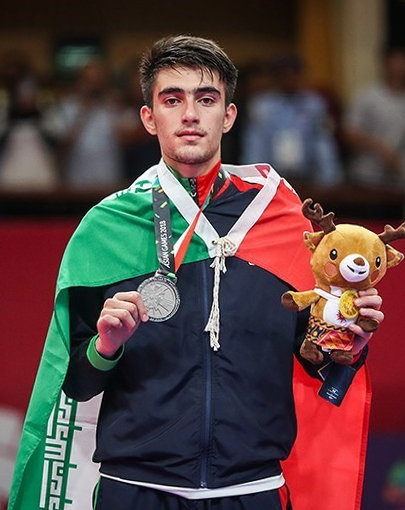
امیرمحمد بخشی

در این رویداد ۵ تیم وجود دارد. مدال‌های این رشته به‌طور رسمی شمرده نمی‌شود. ۵ تیم در دو گروه تقسیم می‌شوند. ایران و ژاپن در یک گروه قرار گرفتند که ایران با پیروزی در برابر ژاپن به فینال راه یافت. در فینال هم مقابل تیم چین شکست خورد و مدال نقره را کسب کرد. این مسابقات به صورت آزمایشی در این دوره برگزار شد و مدال‌های این رشته برای هیچ تیمی شمرده نمی‌شود.
| ورزشکار                                             | رویداد | نیمه‌نهایی              | شانس مجدد  | فینال / م. ب           | فینال / م. ب |
| ورزشکار                                             | رویداد | حریف نتیجه             | حریف نتیجه | حریف نتیجه             | رتبه         |
| --------------------------------------------------- | ------ | ---------------------- | ---------- | ---------------------- | ------------ |
| امیرمحمد بخشی عرفان ناظمی ملیکا میرحسینی کیمیا همتی | تیمی   | ژاپن (JPN) · برد ۵۲–۳۱ | Bye        | چین (CHN) · شکست ۲۲–۴۱ | 2            |

## داوران و عوامل اجرایی
در بین اعضای کاروان ورزشی جمهوری اسلامی ایران، محمد مصلایی‌پور به عنوان داور کشتی، سیمین رضایی در مقام داور تنیس روی میز و مجید ناصری‌خرم به عنوان داور دوچرخه‌سواری در المپیک تابستانی ۲۰۲۰ قضاوت می‌کنند.